# Ejlejtyja
Ejlejtyja (gr. Εἰλείθυια Eileíthyia, łac. Lucina) – w mitologii greckiej bogini porodu, połogu, córka Zeusa i Hery oraz siostra Hefajstosa, Aresa, Hebe i Eris. 
Ważne miejsca kultu znajdowały się na Krecie i Delos.
W wierzeniach Rzymian jej odpowiednikami były Junona z przydomkiem Lucina jako patronka porodu i kobiet w połogu, oraz Natio jako bogini narodzin. 

## Pochodzenie
Hezjod wymienia w Teogonii (w. 922) troje potomstwa Hery i Zeusa: Hebe, wojowniczego Aresa i dosyć zagadkową Ejlejtyję. Opiekowała się ciężarnymi kobietami i porodem. Jej imię można interpretować jako „Ta-Która-Przychodzi” (w potrzebie), choć można stwierdzić, że to imię niegreckiego pochodzenia, którego znaczenia nie znamy. Wspomnianą przez Homera „grotę Ejlejtyi w Amnisos” na Krecie (Odyseja, Pieśń XIX, 188) badano w naszych czasach i stwierdzono tam kult bogini już w czasach neolitycznych.

## W mitologii
Jako bogini, tak bliska wszystkim Greczynkom, doczekała się niewielu tradycji mitycznych. Najczęściej brała udział w mitach jako postać trzecioplanowa lub epizodyczna. Jest jednak jedna legenda związana bezpośrednio z Ejlejtyją, o której pisze Pauzaniasz (Wędrówki po Helladzie VI 20,2-5).
U stóp wzgórza Kronosa, znajduje się świątynia Ejlejtyi, w której składa się cześć miejscowemu bóstwu, Sosipolisowi („Zbawcy Miasta”). Gdy ongiś Arkadyjczycy najechali Elidę, a wojsko elejskie stanęło w obronie ojczyzny, do wodzów podeszła kobieta z dzieckiem na ręku. Powiedziała, że jest jego matką, lecz we śnie bogowie nakazali jej by przyniosła je do nich, aby walczyło w obronie Elidy. Wodzowie uwierzyli niewieście i położyli nagie dziecko przed wojskami Elidy, licząc na cud. Kiedy to uczynili, malec zamienił się wielkiego węża, który przepędził najeźdźców. Bóstwo nazwano Sosipolisem, a w miejscu, w którym wąż pogrążył się w ziemi, wybudowano świątynie, gdzie czczono go i jego matkę, Ejlejtyję.
Innym mitem związanym z opiekunką porodów, była legenda o narodzinach Apollina i Artemidy. Bogini, wstrzymana przez swoją matkę, Herę, nie mogła przyjąć porodu Leto. Przekupiona jednak pięknym naszyjnikiem, przyjęła poród, sprowadzając na siebie gniew matki.